# Leon Mańkowski (1884–1916)
Leon Mańkowski (ur. 25 marca 1884 w Górze, zm. 8 lipca 1916 w Kościuchnówce) – kapral Legionów Polskich, działacz niepodległościowy, kawaler Orderu Virtuti Militari.

## Życiorys
Urodził się 25 marca 1884 w Górze w ówczesnym powiecie inowrocławskim Prowincji Poznańskiej, jako czwarte z jedenastu dzieci Jana i Józefy z Krasińskich. 
Gdy miał 2 lata, ze względu na antypolskie prześladowania, jego rodzina wyemigrowała do Galicji, gdzie jego ojciec objął posadę organisty w parafii św Wojciecha i Matki Bożej Bolesnej w Modlnicy koło Krakowa. Pracował jako stolarz. 
Od 1913 roku był członkiem stowarzyszenia Strzelec w Krakowie. Do legionów wstąpił w sierpniu 1914 roku. Służył w 2. komp. I baonu 5. Pułku Piechoty I Brygady LP. Pełnił funkcję sekcyjnego. Jego brat, Stanisław również był legionistą. 
Zginął 8 lipca 1916 w bitwie pod Kostiuchnówką.

## Ordery i odznaczenia
- Krzyż Srebrny Orderu Wojskowego Virtuti Militari nr 6524 – pośmiertnie, 17 maja 1922[3][4][5][6]
- Krzyż Niepodległości – pośmiertnie, 9 listopada 1933[7][8][9]
- Odznaka „Za wierną służbę” nr 1945